# Asediul Benderului
Asediul cetății Bender a fost o importantă bătălie a războiului ruso-turc din 1768-1774. După un asediu de două luni, cetatea otomană a fost capturată de trupele ruse.

## Context
Orașul a fost ocupat de turci în 1538 de la Țara Moldovei, pe locul vechii cetăți moldovenești Tighina fiind ridicată cetatea otomană păstrată în prezent. Benderul a deținut un loc important în sistemul otoman de fortificații de la nord de Dunăre. Pe timp de pace acesta era un centru important de colectare a informațiilor de ordin politic și militar referitoare la Polonia și Rusia, dar și loc de unde se supravegheau statele vasale (Hanatul Crimeii, Țara Muntenească, Țara Moldovei).
În 1769, orașul Bender avea în jur de 5.000 de locuitori. Efectivul militar al garnizoanei cetății în anul 1769 constituia 200 de ostași, numărul lor, în februarie 1770, fiind sporit semnificativ până la derularea ostilităților.

## Desfășurare
Asediul cetății, care era o fortăreață importantă a Imperiului Otoman, a început la 15 iulie 1770 și a durat două luni. Garnizoana, numărând peste 12 mii de oameni, inclusiv ieniceri, a rezistat armatei ruse de aproape 33 de mii de oameni (18.567 de infanterie, 10.673 de cavalerie, 3.574 de oameni în trupe de artilerie și ingineri). Comandantul Armatei a 2-a, contele Panin, spera inițial să forțeze cetatea să se predea prin înfometare și foc de tun. Bombardamente deosebit de intensive de către ruși au avut loc între 22 și 29 iulie.
În ajunul asaltului planificat pentru 15 septembrie, bombardamentele s-au intensificat, iar în oraș au izbucnit incendii. Pe 15 septembrie, o mină de mari dimensiuni (400 kg. de praf de pușcă) plasată sub zid a fost detonată, iar o parte din zidul cetății s-a prăbușit din cauza exploziei. În noaptea de 16 septembrie, Panin a dat ordinul pentru asaltul general. Lupta aprigă din orașul cuprins de flăcări a durat toată noaptea; până dimineața, apărătorii supraviețuitori ai cetății și-au depus armele. În timpul atacului, aproximativ 7 mii de turci au fost uciși, restul au fost luați prizonieri. Pierderile rusești în timpul cuceririi cetății s-au ridicat la 6 mii de oameni, dintre care 1.672 uciși. Capturarea acestei cetăți a devenit cea mai sângeroasă bătălie pentru partea rusă pe parcursul întregului război.

## Consecințe
Rezultatul capturării cetății a fost trecerea întregului spațiu dintre Nistru și Prut (Basarabia) sub control rusesc. Pentru operațiunea reușită, Panin a fost distins cu Ordinul Sfântului Gheorghe, gradul I.

## Curiozități
Emelian Pugaciov a luat parte la asediul Benderului în grad de cornet. O altă persoană cunoascută care a participat la capturarea cetății a fost viitorul erou al invaziei franceze a Imperiului Rus din 1812, Mihail Kutuzov. Printre captivii capturați în cetate s-au numărat două fete-surori turcești, Salha și Fatma, pe care un maior turc le-a dăruit prietenului său, proprietarul rus Afanasi Bunin. Cea mai mică dintre sclave, Fatma, care avea 11 ani, a murit un an mai târziu, iar sora ei mai mare, în vârstă de 16 ani, a supraviețuit și a dat naștere fiului stăpânului ei, care a devenit cunoscutul poet rus din sec. al XIX-lea, Vasili Jukovski.